# Lake Placid Serenade
Lake Placid Serenade è un film del 1944 diretto da Steve Sekely. Il film è conosciuto anche con il titolo Winter Serenade.
È un musical statunitense a sfondo romantico e sportivo con Vera Ralston, Eugene Pallette e Barbara Jo Allen.

## Produzione
Il film, diretto da Steve Sekely su una sceneggiatura di Dick Irving Hyland e Doris Gilbert con il soggetto di Frederick Kohner, fu prodotto da Harry Grey per la Republic Pictures. Il titolo di lavorazione fu Lake Placid.

## Colonna sonora
- Serenade - musica di Riccardo Drigo
- Deep Purple  - musica di Peter De Rose, parole di Mitchell Parish
- L'amour de l'apache (Apache Dance)  - musica di Jacques Offenbach
- My Isle of Golden Dreams  - musica di Walter Blaufuss, parole di Gus Kahn
- National Emblem - musica di Edwin Eugene Bagley
- Intermezzo - musica di Heinz Provost
- The Moldau - musica di Bedřich Smetana
- Where the Citrons Bloom - musica di Johann Strauss
- Winter Wonderland  - musica di Felix Bernard, parole di Richard B. Smith
- Waiting for the Robert E. Lee - musica di Lewis F. Muir, parole di L. Wolfe Gilbert
- The Fountain in the Park aka While Strolling Through the Park One Day - scritta da Ed Haley

## Distribuzione
Il film fu distribuito negli Stati Uniti dal 23 dicembre 1944 al cinema dalla Republic Pictures.
Altre distribuzioni:
- in Portogallo il 16 febbraio 1949 (Cinderela - A Gata Borralheira)
- nelle Filippine il 19 febbraio 1952
- in Brasile (Ilha dos Sonhos)

## Critica
Secondo Leonard Maltin il film è un "inconsistente musical sentimentale" in cui il "cast di contorno fa del suo meglio".

## Promozione
La tagline è: "Glittering with gay musical scenes! Glistening with brilliant spectacles! Gleaming with romantic gaiety! ".